# Samson von Himmelstjerna

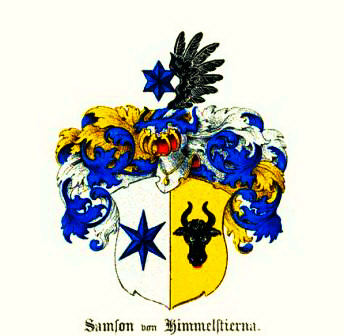
Armoiries des Samson von Himmelstjerna

La famille Samson von Himmelstjerna (ou Himmelstierna) est une famille de la noblesse allemande de la Baltique originaire du Brabant. Cette famille partagée en plusieurs branches subsistent toujours. Le nom s'écrit également par la suite von Samson-Himmelstjerna.

## Historique
L'ancêtre de la famille est le Brabançon Naeman Samson (mort en 1585), originaire de Putte (près d'Anvers), qui s'installe à Riga en Livonie. Il devient capitaine de la garde civique de la ville. Son fils Hermann, théologien luthérien réputé, est nommé surintendant de Livonie par Gustave-Adolphe de Suède en 1622. Il est anobli par Christine de Suède en 1640. Ses descendants essaiment en Livonie, en Estland et sur l'île d'Ösel, où ils acquièrent des domaines seigneuriaux. Ils sont aussi juristes ou hauts fonctionnaires. Ils sont immatriculés dans les registres de la noblesse des provinces baltes et aussi en Saxe et en Suède.

## Branches de la famille
L'arrière-arrière-petit-fils de Naeman Samson, Carl Gustaf Samson von Himmelstjerna (1750-1825), maréchal de la noblesse de Livonie et Landrat du temps de l'Empire russe, rajoute Himmelstjerna (étoile du ciel) à son nom et a cinq fils: Carl Hermann (1777-1858); Reinhold Johann Ludwig (1778-1858); Wilhelm Gustav (1781-1858); Georg Friedrich (1784-1863) et Richard Bruno (1794-1844). Ils fondent les cinq branches (nommées d'après leurs domaines) de Rauge, Urbs, Walling, Parzimnois et Uelzen. Leurs descendants demeurent dans les provinces baltes, jusqu'à leur expropriation par les nouvelles républiques de Lettonie et d'Estonie en 1919. La plupart émigrent alors en Allemagne. Les derniers descendants des pays baltes, qui deviennent des personnes déplacées, sont obligés de se replier en 1939 dans le Wartheland, puis émigrent en Allemagne à la disparition de ce territoire. C'est la fin de l'histoire balte de la famille.
Raoul von Samson-Himmelsjerna s'installe en Amérique en 1872, où ses descendants vivent encore.
Nikolai von Samson-Himmelstjerna émigre en France après la Révolution d'Octobre et fonde la branche française de la famille. Son frère Georg (Youri en russe) reste en Russie soviétique, où il meurt en 2001, et certains de ses petits-enfants demeurent encore aujourd'hui à Moscou.

## Personnalités
- Reinhold Johann Ludwig Samson von Himmelstjerna (1778-1858), juriste, homme de lettres, franc-maçon, président du consistoire luthérien-évangélique de Livonie
- Klaus Hermann Samson von Himmelstjerna (1800-1881), lieutenant-général de l'armée impériale russe, directeur de l'arsenal de Toula
- Guido von Samson-Himmelstjerna (1809-1868), docteur en médecine, recteur de l'université allemande de Dorpat
- Marie Elisabeth Samson von Himmelstjerna (1863-?), épouse de Rudolf von Engelhardt
- Carmen von Samson-Himmelstjerna (1963), écrivain et traductrice allemande, sous le nom de plume de Sylveline Schönwald

## Domaines
- Manoir de Falkenberg (Schleswig-Holstein), depuis 1971
- Manoir de Parzimois, dans le district de Werro (aujourd'hui Partsi en Estonie), de 1810 à 1840
- Domaine de Rauge, dans le district de Werro (aujourd'hui Rõuge en Estonie)
- Manoir d'Uelzen, dans le district de Werro (aujourd'hui Vaabina en Estonie), détruit aujourd'hui
- Domaine d'Urbs, dans le district de Werro (aujourd'hui Urvaste en Estonie)
- Manoir de Walling, dans le district d'Harrien (aujourd'hui Valingu en Estonie), de 1814 à 1919